# Dynamiczny HTML

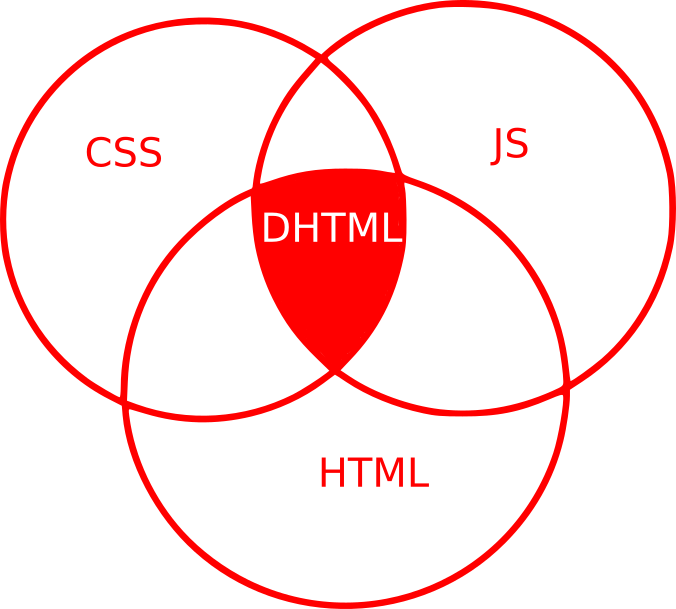
Schemat dynamicznego HTML-a; połączenie CSS, JavaScript i HTML

Dynamiczny HTML, dynamiczny hipertekstowy język znaczników (ang. Dynamic HyperText Markup Language, DHTML) – umowna nazwa dla technik służących do dynamicznej zmiany treści, wyglądu, zachowania dokumentu HTML, umożliwiających interakcję strony WWW z użytkownikiem i stosowanie efektów wizualnych.
Dynamicznym HTML-em bardzo często mylnie nazywa się technologie umożliwiające dynamiczne generowanie dynamicznych stron WWW.
DHTML pozwala na tworzenie takich rzeczy jak rozwijane menu, powiększające się miniaturki, czy pojawiające się na żądanie dodatkowe sekcje tekstu. Wprowadził także interaktywne animacje. Wcześniej raz wyświetlona strona pozostawała praktycznie cały czas niezmienna (nie licząc ewentualnych pól formularzy i wtyczek).
DHTML to także kilka niezgodnych ze sobą różnych standardów i implementacji, braki dokumentacji. Powstały liczne strony, które działały dobrze tylko w konkretnej wersji konkretnej przeglądarki. Wymusiło to na producentach wprowadzenie Quirks mode, podszywania się pod produkty konkurencji i innych dziwnych technik.
W skład DHTML wchodzą technologie takie jak (X)HTML, DOM, CSS, SVG (i inne aplikacje XML-a), rozszerzenia przeglądarek (np. w postaci filtrów) i JavaScript (lub inny język skryptowy działający po stronie przeglądarki stron WWW), który jest najistotniejszy, ponieważ dzięki niemu można „wprawić w ruch” pozostałe technologie.

## Historia
Pierwszą przeglądarką obsługującą DHTML (czerwiec 1997) był Netscape Navigator w wersji 4. Jego implementacja DOM, oparta na niezależnych warstwach, była jednak ograniczona. Tworzenie skryptów nastręczało więc wielu trudności.
Drugą przeglądarką (październik 1997), która wprowadziła obsługę DHTML, był Internet Explorer. W przeciwieństwie do konkurenta, zawierał bardzo elastyczną implementację DOM, która pozwalała nawet na całkowite przebudowanie dokumentu. Obie implementacje nie były ze sobą zgodne.
W październiku 1998 W3C ogłosiło finalną wersję oficjalnego standardu DOM, zbliżonego funkcjonalnie do wersji Microsoftu, ale o innej składni. Możliwe stało się więc opracowanie programu, który obsługiwałby DHTML na podstawie oficjalnych standardów. Pierwszą przeglądarką, która częściowo wprowadziła ów model, był Internet Explorer 5 z marca 1999 (Zachowano jednak zgodność z implementacją DOM w poprzedniej wersji).
Kompletna obsługa modelu DOM W3C pojawiła się dopiero w listopadzie 2000 wraz z premierą przeglądarki Netscape Navigator 6. Warte podkreślenia jest, że w aplikacji tej zrezygnowano ze wspierania modelu warstwowego z wcześniejszej wersji.
Wsparcie dla DHTML w Operze pojawiło się dopiero w wersji 7 ze stycznia 2003. Zaimplementowano dwie wersje: W3C i Microsoftu.

## DHTML a AJAX
Od roku 2005 popularność szybko zdobywa termin AJAX, który poszerzył możliwości używania DHTML o dane zaczerpnięte z serwera. Mimo różnych założeń, akcentowanych możliwych udoskonaleń serwisów WWW, dat upowszechnienia skrótów, oba rozwiązania opierają się praktycznie na tych samych, elementarnych technologiach.